# The Mustard Plaster
The Mustard Plaster è un cortometraggio muto del 1909 diretto da Gilbert M. 'Broncho Billy' Anderson.

## Produzione
Il film fu prodotto dalla Essanay Film Manufacturing Company. Venne girato negli Essanay Studios, al 1333-45 W. di Argyle Street a Chicago, città dove la casa di produzione aveva la sua sede principale.

## Distribuzione
Uscì nelle sale cinematografiche USA il 4 agosto 1909. Nelle proiezioni, veniva programmato con il sistema dello split reel, accorpato in un'unica bobina con un altro cortometraggio prodotto dall'Essanay, la commedia Much Ado About Nothing.